# Victor Angel Bolzoni
Victor Angel Bolzoni (2 december 1962) is een Belgische schaker. Hij is een FIDE Meester (FM).